# La Famille Katz
La Famille Katz est une mini-série française en six parties de 52 minutes écrite par Thalia Rebinsky et Alain Robillard et réalisée par Arnauld Mercadier diffusée entre le 27 novembre et le 11 décembre 2013 sur France 2.

## Distribution
- Julie Depardieu : Théa Katz
- Catherine Jacob : Lisette Katz
- Serge Hazanavicius : Leny Katz
- Jacques Boudet : Osie Cohen
- Claire Maurier : Milly Cohen
- Alexandre Tacchino : Ben Katz
- Natacha Lindinger : Karen Katz
- Alain Bouzigues : Bruno
- Michèle Mercier : Viviane
- Arnaud Giovaninetti : Alex
- Grégoire Souverain : Théo Katz
- Thomas Souverain : Léo Katz
- Jessica Lauzere : Yuki
- Martin Daquin : Roméo

## Épisodes
1. Joyeux Noël
2. Bonne année
3. Sentiments mitigés
4. Tout sur ma mère
5. Pièces rapportées
6. Un aller simple